# Адрон
Във физиката на елементарните частици най-общото определение за адрон е частица, която взаимодейства силно. Такива са всички фундаментални частици (протон, неутрон и други), които имат структура. Адроните се разделят на два основни класа: мезони и бариони. Всички те са изградени от кварки, но се различават по вида и броя им. Кварките в адроните се свързват чрез обмен на глуони.
Например:
Мезоните са изградени от кварк и антикварк ({\displaystyle q{\bar {q}}}), така че спинът на мезоните може да бъде кратен на цяло число ћ (бозони): {\displaystyle 0,1,2,...}. Най-добре познатият и най-лекият от мезоните е пионът ({\displaystyle \pi ^{0},\pi ^{\pm }}). Той се състои от горен u и долен d кварки.
Барионите са трикваркови структури ({\displaystyle {\bar {q}}{\bar {q}}{\bar {q}}}) или ({\displaystyle qqq}), така че сумарният спин остава кратен на {\displaystyle 1/2}. Така барионите попадат в класа на фермионите. Най-стабилният и най-отдавна познат на хората барион е протонът.
Теорията, която описва образуването на адроните от цветни кварки и глуони и техните взаимодействия е част от Стандартния модел и се нарича квантова хромодинамика (от хромос, гр. „цвят“). Тя е създадена в началото на 70-те години въз основа на експериментите по дълбоко нееластично разсейване, проведени в края на 60-те години. Адроните се делят на бариони и мезони:
- Тези които съдържат 3 кварка се наричат бариони и имат полуцял спин. Типични представители са протонът p и неутронът n, които имат маса съответно 0,938 и 0,940 GeV. От тях са изградени атомните ядра.
- Тези, които съдържат кварк и антикварк, са с цял спин и се наричат мезони. Типичен представител са π мезоните, които играят важна роля при описание на силите, които действуват в атомните ядра.
- Предполага се съществуването на адрони изградени изцяло от глуони или с екзотичен брой кварки (напр.5). Експерименталните сигнали за тях за сега са неясни. Основната причина за това е че те са нестабилни и живеят много кратко време.
- Известни са над 900 адрона. Всички, с изключение на протона, когато са на свобода са нестабилни и се разпадат. Разпадът може да се дължи на силни, електромагнитни или слаби взаимодействия. Адроните, които се разпадат поради слаби взаимодействия живеят милиони пъти по-дълго от тези, които се разпадат поради силни такива. Затова понякога те също се разглежадат като стабилни, от гледна точка на силните взаимодействия.
- Масата на адроните не се дължи на масата на кварките от които те са изградени, а на специфично свойство на силните взаимодействия, наречено спонтанно нарушение на хиралната симетрия. Така например, протонът и неутронът са около 500 пъти по-тежки от съставящите ги 3 кварка. През 2002 г. в ускорителя RHIC, САЩ, чрез челно сблъскване на тежки ядра, движещи се почти със скоростта на светлината, беше получено ново състояние на материята — кварк-глуонна плазма в което, поради високата температура, адроните се „разтапят“ на съставляващите ги кварки и глуони, при това цветните заряди вече не са удържани на малки разстояния, а хиралната симетрия е възстановена и адроните (ако се появят в плазмата) имат малка маса. Размерите на областта с кварк-глуонна плазма са много малки (от 3 до 10)х10-15 метра а времето на живот (от 1 до 3)х10-22 секунди.